# Batalla de Stamford Bridge
La batalla de Stamford Bridge o batalla del pont de Stamford, entre forces vikings i anglosaxones, tingué lloc el dia 25 de setembre de 1066, unes setmanes abans de la batalla de Hastings. Es considera que marcà el final de la presència vikinga a Anglaterra.

## Antecedents
Tostig, germà de Harold II, decidí ajudar Guillem II de Normandia en la conquesta d'Anglaterra, llavors en mans de la dinastia saxona de Wessex amb Harold II al capdavant. Fou llavors quan Tostig Godwinson viatjà a Noruega i pactà amb Harald Haardrade, rei de Noruega i pretendent al tron anglès, la invasió de l'illa. L'exèrcit noruec desembarcà a l'estiu de 1066 i derrotà els comtes del nord Edwin de Mèrcia i Morcar de Northúmbria en la batalla de Fulford, a pocs quilòmetres al sud de York.

## Batalla
Harold II armà un exèrcit propi i sorprengué l'exèrcit de Harald Hardrade, que no estava preparat i anava sense cap protecció. Segons la Crònica anglosaxona, el pont de Stamford fou defensat per un enorme berserker noruec que aterrí l'exèrcit anglès; protegí el pont durant una hora matant a tot aquell que intentés creuar-lo. Finalment els anglesos aconseguiren matar-lo amb una llança des de sota el pont.
El retard donà temps a Harald Hardrade a formar el seu exèrcit en un cercle en un turó, deixant l'exèrcit anglosaxó en desavantatge al tenir el riu al darrere i pujada al davant. La batalla fou molt crua i hi hagué moltes baixes als dos bàndols, especialment al noruec, ja que combatia sense arnesos i, per tant, desprotegits. L'arribada de reforços noruecs prolongà la batalla; però finalment l'exèrcit noruec fou derrotat i tant Tostig com el rei Harald foren morts en batalla. Harold II acceptà una treva amb els noruecs que havien sobreviscut, incloent-hi el fill de Harald Hardrade, Olaf, i els permeté marxar després que prometeren no atacar Anglaterra mai més.
Aquest episodi és evocat per l'escriptor argentí Jorge Luis Borges en un text anomenat "El pudor de la historia" (Otras inquisiciones, 1952). Borges es fa ressò de la llegenda (recollida per Snorri Sturluson en el capitol XCI del llibre X de la seva Heimskringla), segons la qual abans del començament la batalla, el rei Harald, va fer un intent de reconciliació, oferint al seu germà, el Comte Tostig "el perdó i una tercera part del seu regne". Tostig, demanà al seu germà que és el que tenia reservat per al seu amic el rei Harald de Noruega. Aleshores el rei saxó va respondre que no se'n havia oblidat d'ell, i que a Harald li oferia sis peus de terra anglesa, i un de més per ser tan alt. "Llavors —va dir Tostig— lluitarem fins a la mort". Borges refereix que abans que declinés el sol d'aquell dia l'exèrcit noruec va ser derrotat, i que tant Harald de Noruega com el Comte Tostig van morir al camp de batalla.

## Conseqüències
L'èxit del rei Harold II no duraria gaire. Pocs dies després de la batalla, el 14 d'octubre, seria derrotat per Guillem I el Conqueridor a la Batalla de Hastings començant la conquesta normanda d'Anglaterra.